# Langer Heinrich (Schiff, 1915)
Langer Heinrich ist der Name eines Schwimmkrans, der 1915 für die Kaiserliche Werft Wilhelmshaven in Dienst gestellt wurde und seit 1997 in Genua beheimatet ist.

## Geschichte
Für die immer größer werdenden Schlachtschiffe benötigte die Kaiserliche Werft Wilhelmshaven schon vor Ausbruch des Ersten Weltkriegs einen leistungsstarken und hohen Kran, um hauptsächlich die immer größeren Gewichtsmassen der Geschütztürme und von Einzelkomponenten oder gar ganze Schiffsrümpfe heben zu können. Gebaut wurde der Kran 1915 von der Demag in Duisburg. Im selben Jahr baute die AG Weser den Schwimmkörper. Mit einer Länge von 50,42 m, einer Breite von 30,92 m und einem Tiefgang von 3,05 m verdrängt der Kran 3.898 t. Angetrieben wurde er von zwei Dreifachexpansionsdampfmaschinen mit je 1.000 PS. Er hatte drei Hebewerke für 10, 20 und 50 sowie zwei für 125 Tonnen. Die beiden 125-t-Hebewerke konnten gekoppelt werden und somit 250 Tonnen heben. Die weiteste Auslage hatte er mit 42 m. Die größte Höhe lag bei 81,4 m. Mit diesen Abmessungen war er der seinerzeit größte Schwimmkran der Welt.

### Wilhelmshaven
Nach dem Ende des Ersten Weltkriegs reklamierte das Vereinigte Königreich Großbritannien und Irland den Kran als Wiedergutmachung. Der Transport über die Nordsee erwies sich aber als so schwierig, dass man das Manöver abbrach. Im „Küstenklatsch“ hieß es, der Kran sei im Ärmelkanal umgekippt und versunken. Die Schadenfreude war groß. Als der Kran wieder in Wilhelmshaven auftauchte, wollte man sich nicht um diese Freude bringen. So entstand das Gerücht, der Kran käme von der Kaiserlichen Werft Kiel. Tatsache war, dass als Wiedergutmachung zwei ähnliche Kräne gebaut wurden, einer 1919/20 für den Hafen in Portsmouth und einer 1935 für das Arsenal in Brest. Als der Schnelldampfer Bremen gebaut wurde, hatte der „Lange Heinrich“ 1929 die Kesselanlage in den Schiffsrumpf zu heben. 1944 wurde er in Bremen für den U-Bootbau bei der AG Weser genutzt. Bei den Luftangriffen auf Bremen mehrmals beschädigt, wurde er nach Nordenham in Sicherheit gebracht.

### Bremerhaven
Nach der bedingungslosen Kapitulation der Wehrmacht beschlagnahmte die United States Navy 1945 den Kran. Unter der Bezeichnung BD-6000 wurde er bis zum November 1947 in Bremen und Bremerhaven für die amerikanische Marinedienstgruppe eingesetzt, um in den Häfen gesunkene Schiffe zu heben. Danach half er bei der Instandsetzung der Hafenanlagen. 1950 wurde er vom United States Army Transportation Corps übernommen und nach Bremerhaven gebracht. Nach der Tradition der Stauer hieß der größte Kran immer „Langer Heinrich“. So bekam der zurückgegebene Kran wieder den alten Namen. In der Lloyd Werft Bremerhaven wurde 1956 die Antriebsanlage umgebaut. Der Kran hatte nun vier Sechszylinder-Dieselmotoren mit jeweils 480 PS. Die 1920 PS trieben acht Generatoren mit je 105 kW und vier Generatoren mit je 50 kW an. Zwei weitere Dieselmotoren mit je 22 PS und ein Dieselmotor mit 105 PS versorgten das Bordnetz, wenn der Kran im Ruhebetrieb lag. Der Umbau kostete 4 Millionen Deutsche Mark.

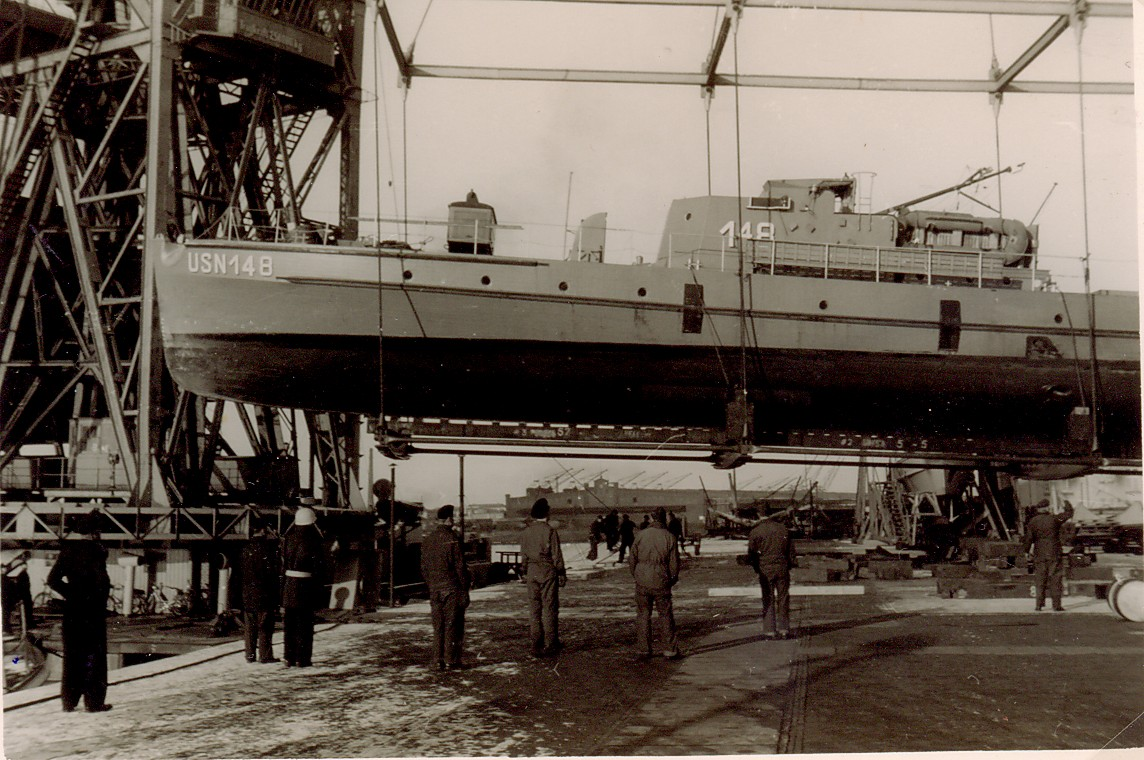
USN 148 Algol am Haken vom Langen Heinrich, Zerstörerkaje (1953)

Der Kran wurde 1958 an die Bundesrepublik Deutschland zurückgegeben, blieb aber in der Obhut des Ship-Repair Department, das aus der vormaligen Labor Service Unit (B) hervorgegangen war, an der Zerstörerkaje. Für die Pacht hatte die Bundesrepublik jährlich den symbolischen Preis von 1 Dollar zu entrichten. Der Kran hatte Minenräumboote und andere kleine Schiffe für Instandsetzungsarbeiten auf die Kaje zu heben. Wenn schweres Stückgut zu heben war, wurde er von der Bremer Lagerhaus Gesellschaft angefordert. Auch bei der Montage der Containerbrücken am neu entstehenden Container-Terminal Bremerhaven wurde er eingesetzt. Am obersten Punkt des Auslegers erstrahlte alljährlich ein Weihnachtsbaum.

## Verkauf

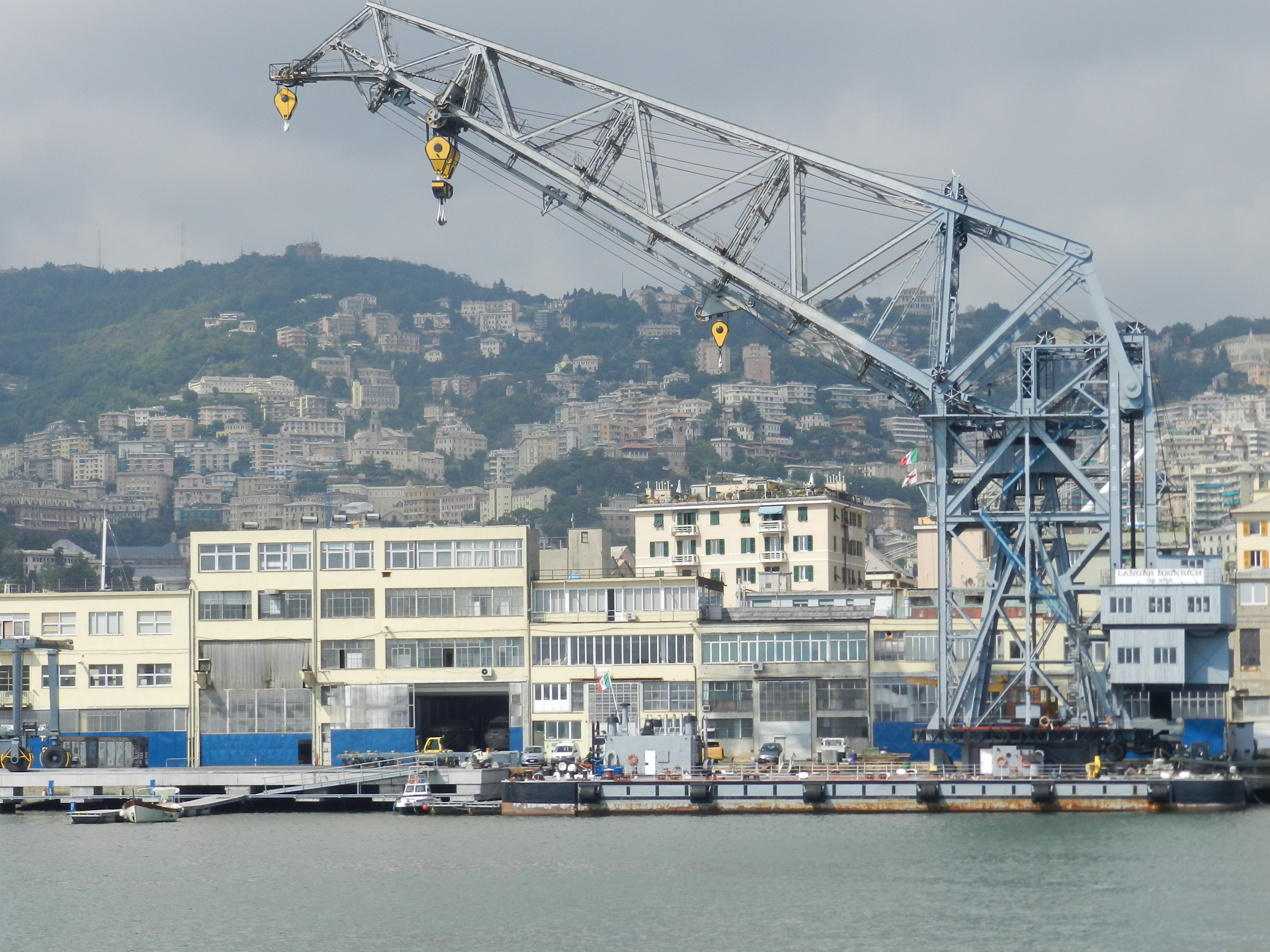
Langer Heinrich in Genua (2013)

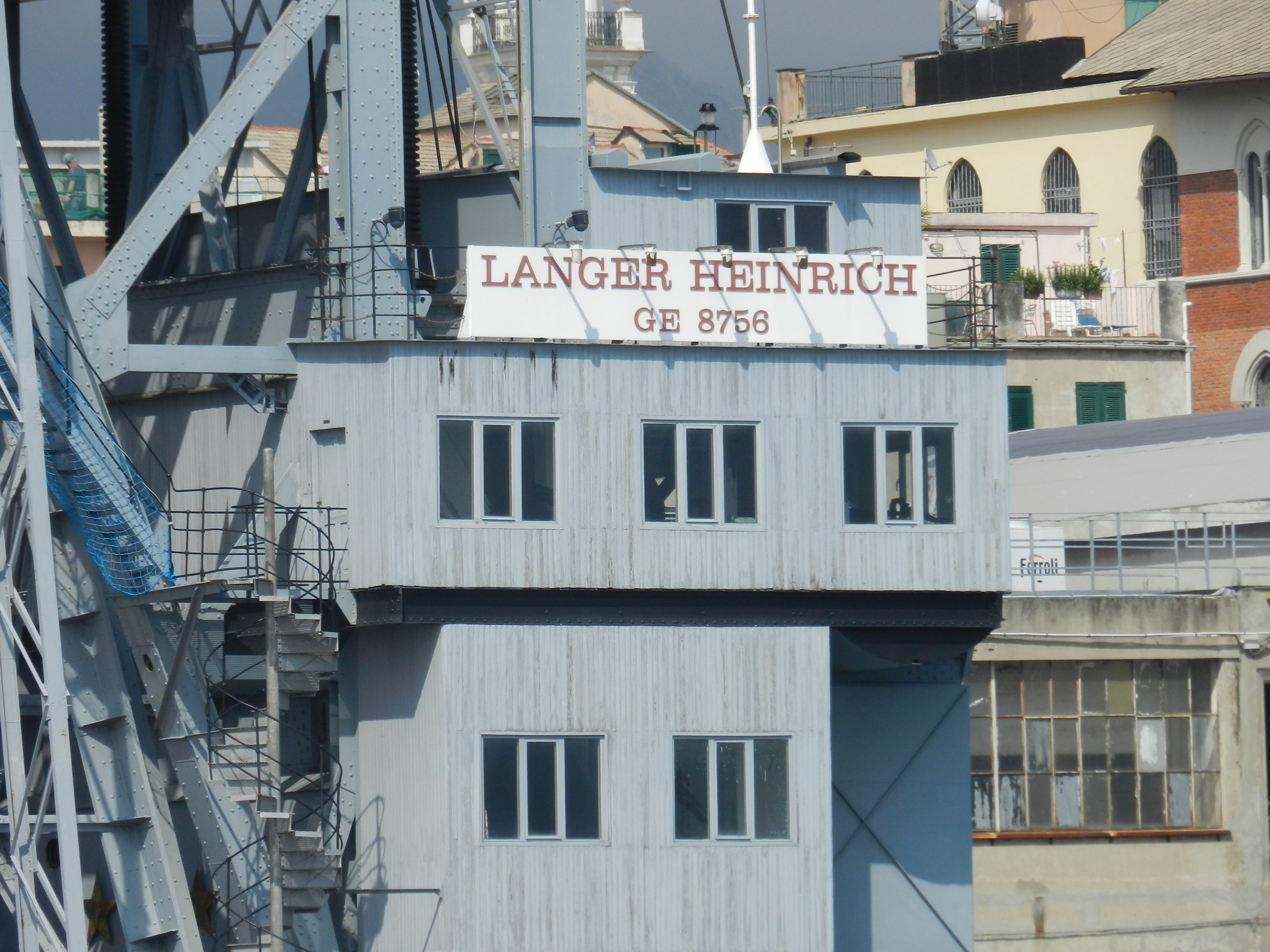
Maschinenhaus

1982 wurde der Kran an eine griechische Reederei verkauft; jedoch bedeutete der Transport über die offene See bis nach Griechenland große technische Probleme und Risiken. Der Reeder war froh, als er den Kran an die MWB Motorenwerke Bremerhaven verkaufen konnte. Zwei Nachteile machten sich zunehmend bemerkbar: die sehr langsame Drehung und die schwache Antriebsleistung. Als von der  Genueser Sa.Mo.Car S.p.A. 1985 ein Kaufangebot kam, war man froh, den Kran loszuwerden. Den italienischen Sicherheitsstandards entsprach er.

### Transport
Das Transportproblem war schwierig. Für ein Schwergutschiff war der Kran zu groß. Mit einem Schlepp hatte man schon 1919 schlechte Erfahrungen gemacht. Man entschied sich für einen 10.000-t-Ponton der Firma Fairplay-Petersen & Alpers. Die Verladung dauerte mehrere Wochen und war eine technische Meisterleistung. Zur Lagerung des Krans wurde auf dem Deck des Schwerlastpontons 8 cm starke Holzbohlen verlegt und aufrecht stehende und versteifte Eisenträger als Anfahrstützen angeordnet. Dann wurde das Ponton geflutet und der Kran mit Schlepperhilfe zwischen die Stützen bugsiert. Nach dem Lenzen schwamm er mitsamt dem Kran wieder auf. Ein 46 Meter hoher Gitterturm stützte den Kranausleger. Am Sonntag, dem 30. Juni 1985, nahm der Schlepper Expert der Hapag-Lloyd AG den Ponton auf den Haken. Die Reise nach Sardinien dauerte 18 Tage. Im Hafen von Cagliari auf Sardinien hatte er nun die Aufgabe, das Ladegeschirr für Massengutfrachter auf die Schiffe zu setzen.

### Genua
In den 1990er Jahren wurde er an die Maestrale Genova verkauft. Im Hafen Genua hebt er wieder schwere Ladungsstücke. Im Jahr 2005 wurde der Lange Heinrich einer Generalreparatur unterzogen, die bis 2008 abgeschlossen werden konnte, wobei die Tragfähigkeit auf 275 Tonnen erhöht wurde. Mit dem Ablaufen der Betriebsgenehmigung 2015 ist er 100 Jahre alt. Im Jahr 2024 ist der Kran in Genua weiterhin vorhanden.